# التلفزيون في الولايات المتحدة

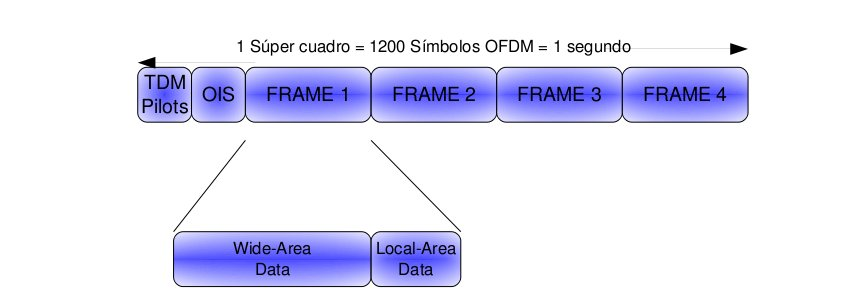
سوبركوادرو فلو

يعد التلفزيون أحد وسائل الإعلام الرئيسية في الولايات المتحدة. اعتبارًا من عام 2011، بلغت ملكية الأسرة لأجهزة التلفزيون في البلاد 96.7٪، مع ما يقرب من 114.200.000 أسرة أمريكية تمتلك جهاز تلفزيون واحدًا على الأقل اعتبارًا من أغسطس 2013. غالبية الأسر لديها أكثر من مجموعة واحدة. حدثت ذروة نسبة ملكية الأسر التي لديها جهاز تلفزيون واحد على الأقل خلال موسم 1996-1997 ، مع ملكية 98.4٪.
بشكل عام، تعد شبكات التلفزيون التي تبث في الولايات المتحدة هي الأكبر والأكثر توزيعًا في العالم، والبرامج المُنتجة خصيصًا للشبكات التي تتخذ من الولايات المتحدة مقراً لها هي الأكثر انتشارًا دوليًا. نظرًا للارتفاع الأخير في عدد وشعبية المسلسلات التلفزيونية التي نالت استحسان النقاد خلال العقد الأول من القرن الحادي والعشرين وعام 2010 حتى الآن، قال العديد من النقاد إن التلفزيون الأمريكي يمر حاليًا بعصر ذهبي حديث.